# Citroën e-Méhari
La Citroën e-Méhari est un quadricycle cabriolet électrique produit par Citroën de 2016 à 2019. Elle est présentée comme la descendante de la Méhari. Il s'agit d'une Bolloré Bluesummer recarrossée.

## Histoire
Le concept-car Citroën Cactus M Concept, dévoilé au Salon de Francfort 2015, préfigure la philosophie et la face avant de l'e-Méhari.
La e-Méhari de série a été dévoilée le 7 décembre 2015 lors de la COP 21 et elle a été vue sur une affiche nommée #ElectronLibre, quelques jours avant sa présentation.
C'est avant tout une voiture d'image pour la marque Citroën afin d'affirmer la nouvelle orientation de la marque après la séparation avec DS Automobiles. Elle marque la volonté de concevoir des voitures au style audacieux et préfigure le style des modèles suivants de Citroën (C3 III et C3 Aircross). Elle a été dessinée sous la direction de Pierre Authier.

Au Salon de Genève 2016, Citroën dévoile un show car dérivé de sa E-Méhari, le Courrèges Concept en partenariat avec la célèbre maison de couture parisienne. En septembre 2017 au Salon de Francfort 2017, une version définitive en noir est dévoilée et produit en série limitée à 61 exemplaires.

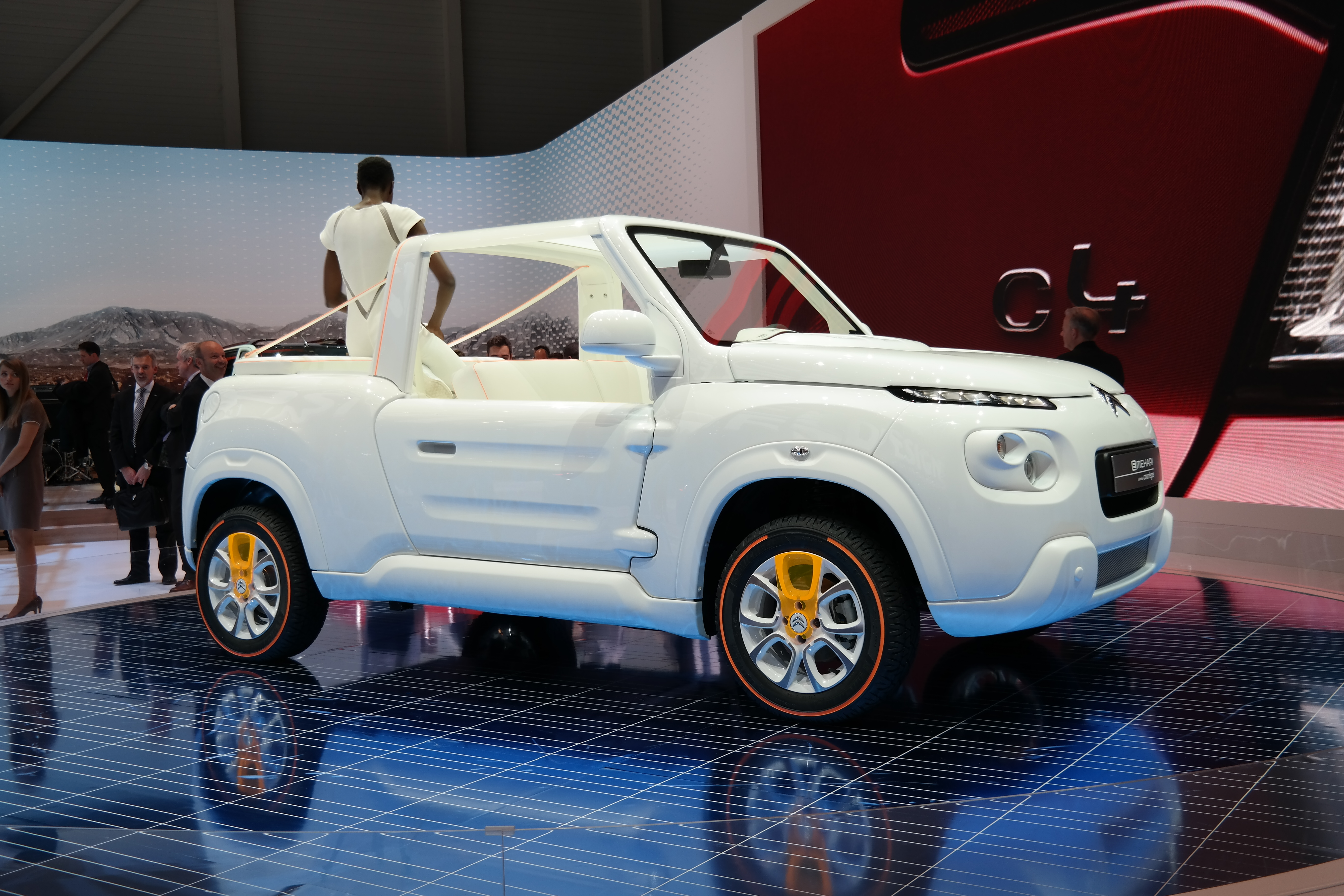
Citroën e-Méhari Courrèges Concept
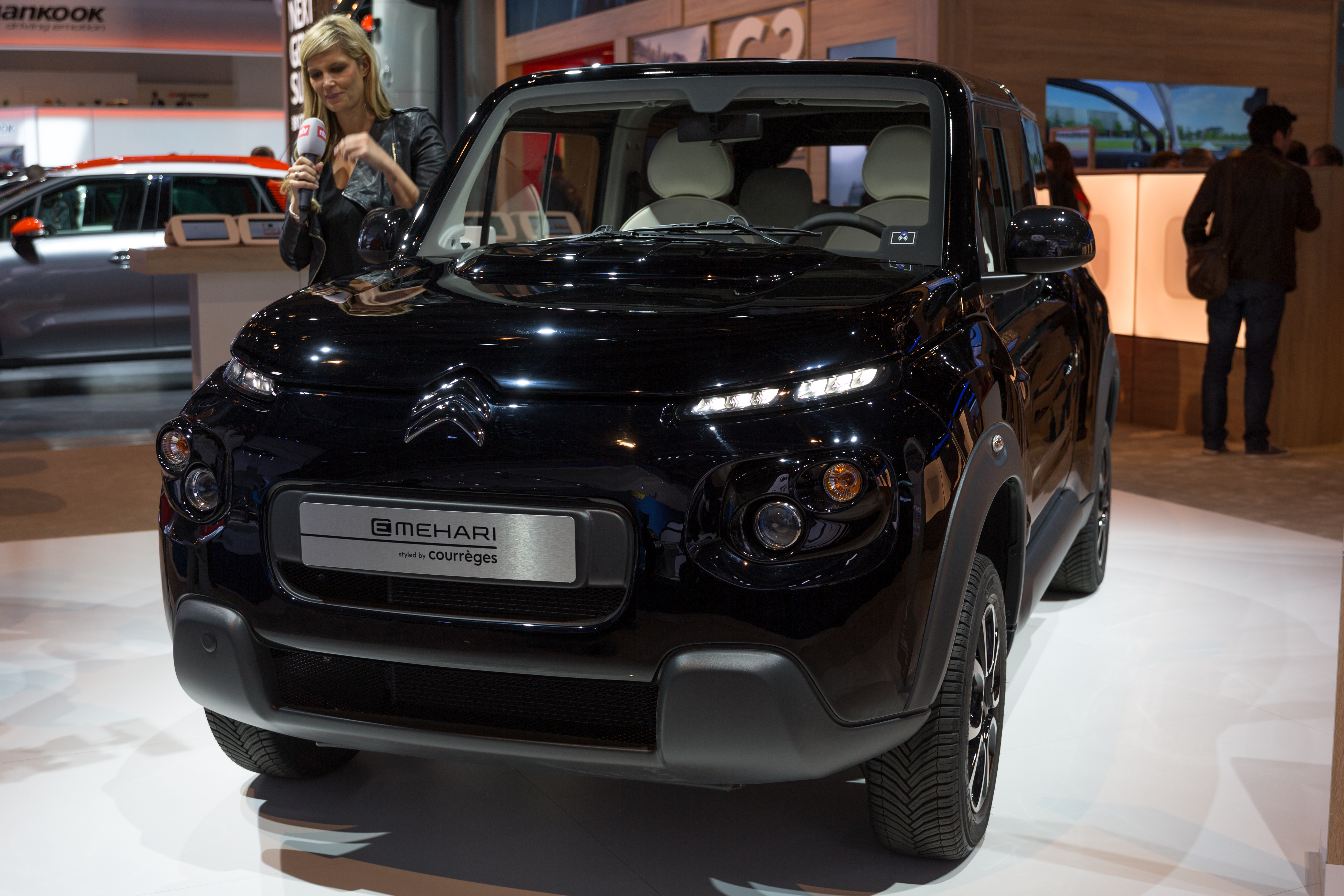
Citroën e-Méhari Courrèges

## Commercialisation
La voiture est mise en vente au prix de 25 000 €, soit 18 600 € une fois le bonus écologique de 6 400 € déduit. Si l'on se sépare d'une voiture diesel immatriculée avant janvier 2014, le prix de la e-Méhari est réduit à 15 000 €.
À ces tarifs, il faut ajouter le prix de la location des batteries pour lesquelles il faut débourser 79 €/mois. La seule option proposée est la climatisation, facturée 1 450 €.
Citroën propose aussi sa voiture à la location pour un tarif de 299 € par mois, location des batteries comprise.
En janvier 2019, Citroën annonce l'arrêt définitif de la production de la e-Méhari dans l'usine de Rennes.